# Over Hornbæk
Over Hornbæk is een plaats in de Deense regio Midden-Jutland, gemeente Randers.